# Nuoto ai campionati mondiali di nuoto 2013 - Staffetta 4x100 metri misti femminile
Le qualifiche per la semifinale si sono svolte la mattina del 4 agosto 2013, mentre la finale, invece, si è svolta la sera dello stesso giorno.

## Medaglie
| Posizione | Oro | Argento                                                                              | Bronzo                                                                         |
| --------- | --- | ------------------------------------------------------------------------------------ | ------------------------------------------------------------------------------ |
| Paese     | Stati Uniti | Australia                                                                            | Russia                                                                         |
| Atleti    | Missy Franklin Jessica Hardy Dana Vollmer Megan Romano Elizabeth Pelton Breeja Larson Claire Donahue Shannon Vreeland | Emily Seebohm Sally Foster Alicia Coutts Cate Campbell Samantha Marshall Emma McKeon | Dariya Ustinova Julija Efimova Svetlana Čimrova Veronika Popova Anna Belousova |

## Record
Prima della manifestazione il record del mondo (WR) e il record dei campionati (CR) erano i seguenti.
| Record mondiale       | 3'52"05 | Stati Uniti Missy Franklin (58"50) Rebecca Soni (1'04"82) Dana Vollmer (55"48) Allison Schmitt (53"25) | 4 agosto 2012 Londra, Regno Unito |
| Record dei campionati | 3'52"19 | Cina Zhao Jing (58"98) Chen Huijia (1'04"12) Jiao Liuyang (56"28) Li Zhesi (52"81)                     | 1º agosto 2009 Roma, Italia       |

## Risultati

### Batterie
| Pos. | Batteria | Corsia | Atleta                                                                                                  | Nazionalità   | Tempo   | Note |
| ---- | -------- | ------ | --- | ------------- | ------- | ---- |
| 1    | 2        | 4      | Elizabeth Pelton (1'00"83) Breeja Larson (1'05"68) Claire Donahue (58"67) Shannon Vreeland (53"48)      | Stati Uniti   | 3'58"66 | Q    |
| 2    | 1        | 4      | Emily Seebohm (58"79) Samantha Marshall (1'07"71) Alicia Coutts (57"22) Emma McKeon (55"01)             | Australia     | 3'58"73 | Q    |
| 3    | 2        | 3      | Fu Yuanhui (59"57) Sun Ye (1'07"81) Lu Ying (58"17) Tang Yi (53"84)                                     | Cina          | 3'59"39 | Q    |
| 4    | 1        | 3      | Lauren Quigley (1'00"32) Sophie Allen (1'07"95) Jemma Lowe (57"85) Amy Smith (53"92)                    | Gran Bretagna | 4'00"04 | Q    |
| 5    | 2        | 5      | Aya Terakawa (59"72) Satomi Suzuki (1'07"40) Natsumi Hoshi (58"60) Haruka Ueda (54"46)                  | Giappone      | 4'00"18 | Q    |
| 6    | 2        | 2      | Hilary Caldwell (1'00"47) Martha McCabe (1'08"12) Katerine Savard (57"51) Chantal van Landeghem (54"24) | Canada        | 4'00"34 | Q    |
| 7    | 1        | 5      | Dariya Ustinova (1'00"11) Anna Belousova (1'08"32) Svetlana Čimrova (58"27) Veronika Popova (53"99)     | Russia        | 4'00"69 | Q    |
| 8    | 2        | 1      | Lisa Graf (1'00"89) Caroline Ruhnau (1'09"06) Alexandra Wenk (58"31) Britta Steffen (53"04)             | Germania      | 4'01"30 | Q    |
| 9    | 2        | 6      | Michelle Coleman Joline Höstman Sarah Sjöström Louise Hansson                                           | Svezia        | 4'02"83 |      |
| 10   | 1        | 2      | Duane da Rocha Marina García Urzainqui Judit Ignacio Sorribes Melanie Costa                             | Spagna        | 4'03"79 |      |
| 11   | 1        | 1      | Jessica Ashley-Cooper Tara-Lynn Nicholas Marne Erasmus Karin Prinsloo                                   | Sudafrica     | 4'06"46 |      |
| 12   | 1        | 8      | Etiene Medeiros Beatriz Travalon Daynara de Paula Larissa Oliveira                                      | Brasile       | 4'06"91 |      |
| 13   | 2        | 9      | Fernanda González Erica Dittmer Rita Medrano Liliana Ibañez                                             | Messico       | 4'08"82 |      |
| 14   | 1        | 0      | Anni Alitalo Jenna Laukkanen Tanja Kylliäinen Hanna-Maria Seppälä                                       | Finlandia     | 4'09"10 |      |
| 15   | 1        | 7      | Tao Li Samantha Yeo Quah Ting Wen Amanda Lim Xiang Qi                                                   | Singapore     | 4'10"69 |      |
| 16   | 1        | 9      | Kim Ji-Hyun Back Su-Yeon Park Jin-Young Hwang Seo-Jin                                                   | Corea del Sud | 4'10"75 |      |
| 17   | 2        | 8      | Hoi Shun Stephanie Au Man Yi Yvette Kong Chan Kin Lok Sze Hang Yu                                       | Hong Kong     | 4'11"76 |      |
|      | 1        | 6      | Federica Pellegrini Lisa Fissneider Ilaria Bianchi Erika Ferraioli                                      | Italia        |         | DSQ  |
|      | 2        | 7      | Cloé Credeville Sophie de Ronchi Mélanie Henique Coralie Balmy                                          | Francia       |         | DSQ  |
|      | 2        | 0      | | Rep. Ceca     |         | NP   |

### Finale
| Pos. | Corsia | Atleta                                                              | Nazionalità   | Tempo   | Note |
| ---- | ------ | ------------------------------------------------------------------- | ------------- | ------- | ---- |
|      | 4      | Missy Franklin Jessica Hardy Dana Vollmer Megan Romano              | Stati Uniti   | 3'53"23 |      |
|      | 5      | Emily Seebohm Sally Foster Alicia Coutts Cate Campbell              | Australia     | 3'55"22 |      |
|      | 1      | Dariya Ustinova Julija Efimova Svetlana Čimrova Veronika Popova     | Russia        | 3'56"47 |      |
| 4    | 3      | Fu Yuanhui Sun Ye Lu Ying Tang Yi                                   | Cina          | 3'57"30 |      |
| 5    | 2      | Aya Terakawa Satomi Suzuki Natsumi Hoshi Haruka Ueda                | Giappone      | 3'58"06 |      |
| 6    | 6      | Lauren Quigley Sophie Allen Jemma Lowe Francesca Halsall            | Gran Bretagna | 3'58"67 |      |
| 7    | 7      | Hilary Caldwell Martha McCabe Katerine Savard Chantal van Landeghem | Canada        | 4'00"19 |      |
| 8    | 8      | Lisa Graf Caroline Ruhnau Alexandra Wenk Britta Steffen             | Germania      | 4'01"81 |      |